# Juillet 1787

## Événements
- Juillet - août, France : au cours de l’été, Loménie de Brienne se heurte à l’opposition des cours souveraines : le Parlement de Paris refuse l’impôt sur le timbre (2 juillet) et réclame la convocation des États généraux (16 juillet). Bordeaux refuse d’enregistrer l’édit sur les assemblées provinciales (août).

- 11 juillet - 8 août : agitation à Louvain, à Anvers et à Malines contre l’occupation autrichienne (révolution brabançonne)[1]. Le soulèvement entraîne le retrait des troupes autrichiennes des Pays-Bas autrichiens en 1789.

- 13 juillet : le Congrès américain signe l'Ordonnance du Nord-Ouest. Cette ordonnance entraîne la formation du Territoire du Nord-Ouest, le premier territoire organisé par les États-Unis, et établit pour tout le XIXe siècle les modalités de la croissance des États-Unis vers l'ouest, ainsi que l'interdiction de l'esclavage dans le Territoire du Nord-Ouest[2] ce qui établit de fait la limite entre les états esclavagistes et les autres sur le fleuve Ohio.
  - Trois ordonnances règlent le sort des nouveaux territoires de la vallée de l’Ohio (1784-1785-1787) : la division de base est une surface de 6 miles carrés destinés à devenir le territoire d’une commune (Township). Cette surface est divisée en 36 lots ; 31 sont vendus, 4 sont réservés pour les besoins de l’administration fédérale, 1 pour les dépenses de l’école de la commune. Au fur et à mesure du développement de la population, on passe d’une administration nommée par le Congrès à une administration d’État intégré à l’Union (plus de 60 000 personnes). Le Congrès prohibe l'esclavage dans les territoires du nord-ouest, les futurs Ohio, Indiana, Illinois, Michigan, Wisconsin et Minnesota. Ces ordonnances sont toujours en vigueur.

- 16 juillet : le Compromis du Connecticut est un accord auxquels les grands et petits États aboutissent durant la Convention de Philadelphie qui, en partie défini la structure législative et la représentation que chaque État aurait en vertu de la Constitution des États-Unis. Il propose la création de deux chambres, à savoir le Sénat et la Chambre des représentants.

- 26 juillet (15 juillet du calendrier julien) : les Ottomans envoient un ultimatum à la Russie, demandant le rappel des consuls russes de Bucarest et de Iaşi, l’abandon de la Géorgie et le droit de visite turque sur les navires russes en mer Noire[3]. Les Russes refusent l’ultimatum et la guerre est déclenchée en février 1788.

## Naissances
- 27 juillet : Vincenzo Chialli, peintre italien († 24 septembre 1840).